# بيدرو فلوريس غارسيا
بيدرو فلوريس غارسيا (بالإسبانية: Pedro Flores García)‏ هو رسام إسباني، ولد في 5 فبراير 1897 في مرسية في إسبانيا، وتوفي في 1967 في باريس في فرنسا.